# Белозгвардо (Ливорно)
Белозгвардо је насеље у Италији у округу Ливорно, региону Тоскана.
Према процени из 2011. у насељу је живело 12 становника. Насеље се налази на надморској висини од 203 м.